# Museo de Albacete

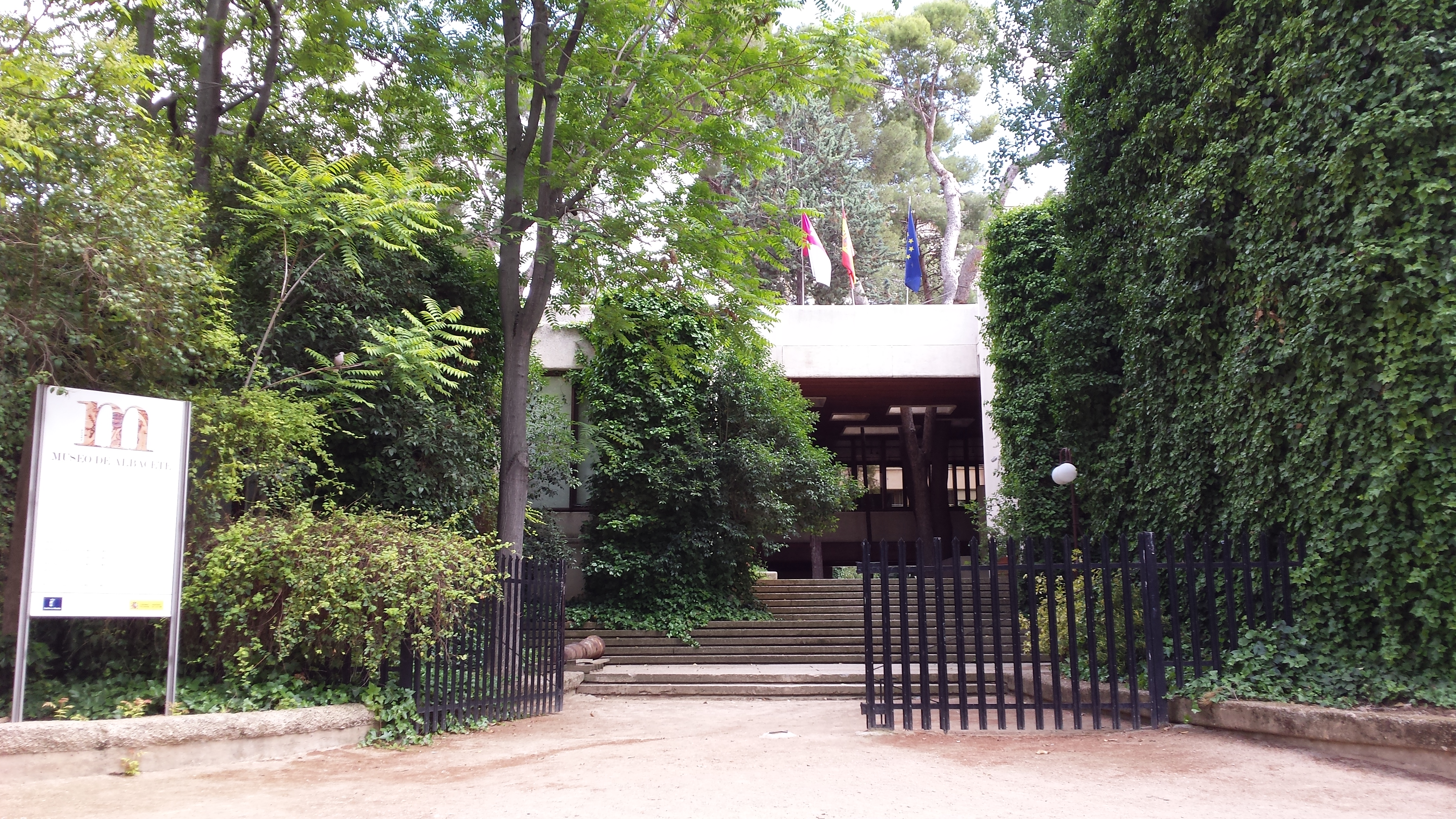
Museo de Albacete

Das Museo de Albacete ist das bedeutendste Regionalmuseum der spanischen Provinz Albacete in der Autonomen Region Kastilien-La Mancha. Die Anfänge der Museumssammlung liegen im 19. Jahrhundert, doch wurde der heutige Bau erst im Jahr 1969 begonnen und im Jahr 1978 eingeweiht.

## Lage
Das Museo de Albacete liegt am südöstlichen Rand des Parque Abelardo Sánchez nahe dem Zentrum der neukastilischen Stadt Albacete in einer Höhe von ca. 695 m ü. d. M.

## Abteilungen
Das Museum gliedert sich in die Bereiche Archäologie, Schöne Künste, Numismatik, Volkskunde und Dokumente (hauptsächlich Urkunden und Fotografien).

## Exponate
Zu den bedeutendsten Exponaten der archäologischen Sammlung gehören neolithische und bronzezeitliche Vasen, iberische und römische Skulpturen, maurische Keramik sowie mittelalterliche Kunstwerke. Die numismatische Abteilung präsentiert römische und islamische Münzfunde.

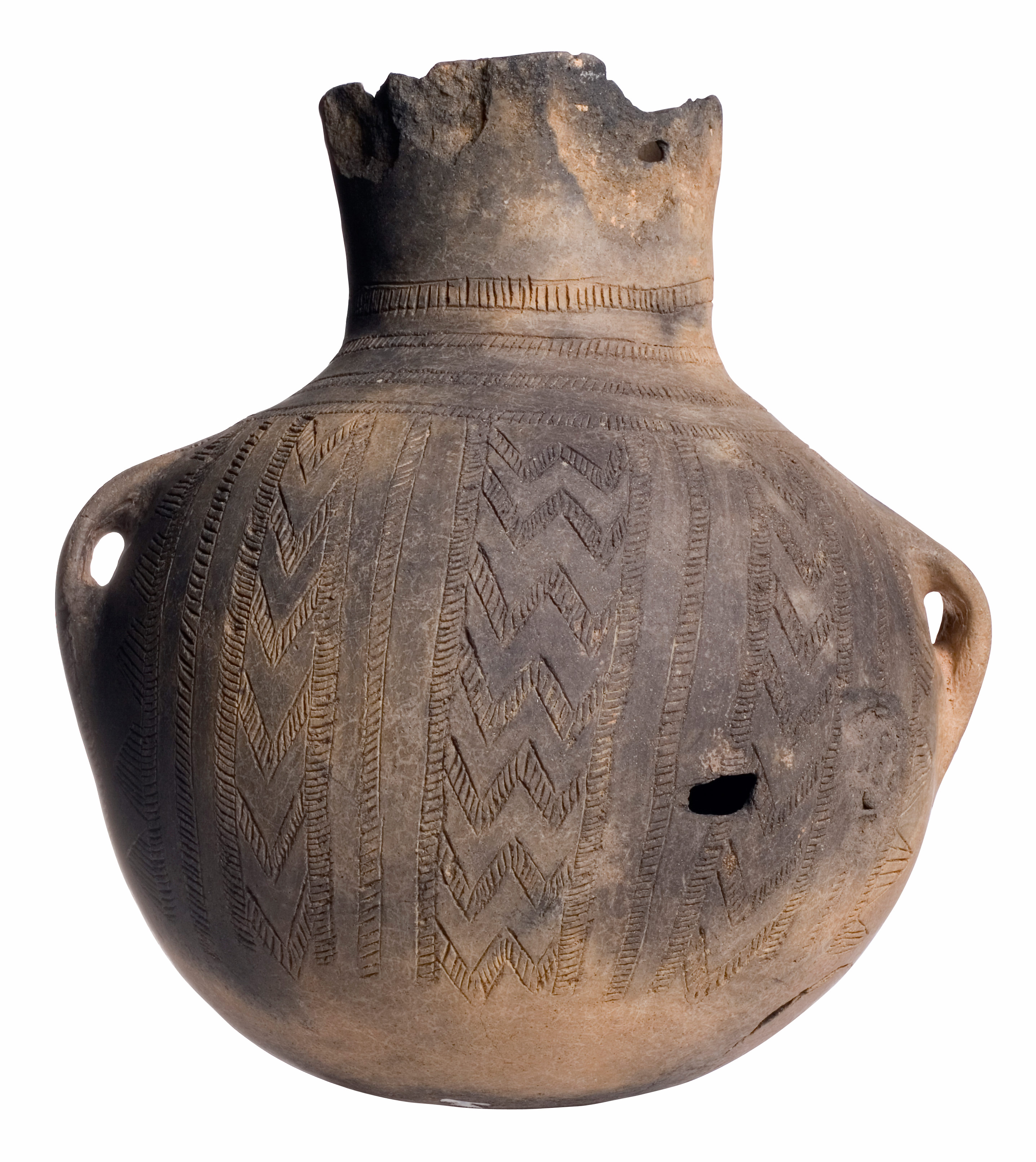
neolithische Vase
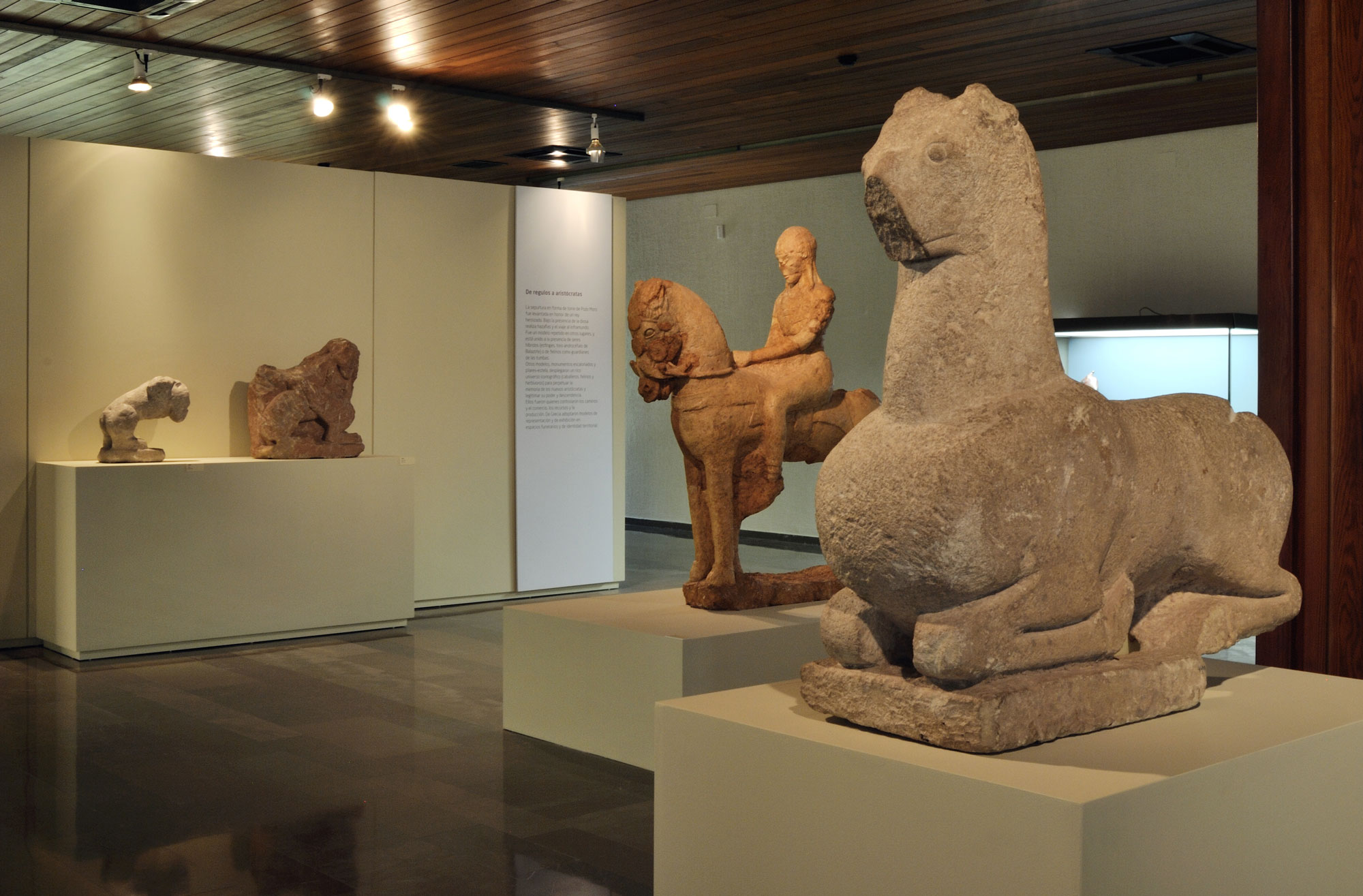
iberische Skulpturen
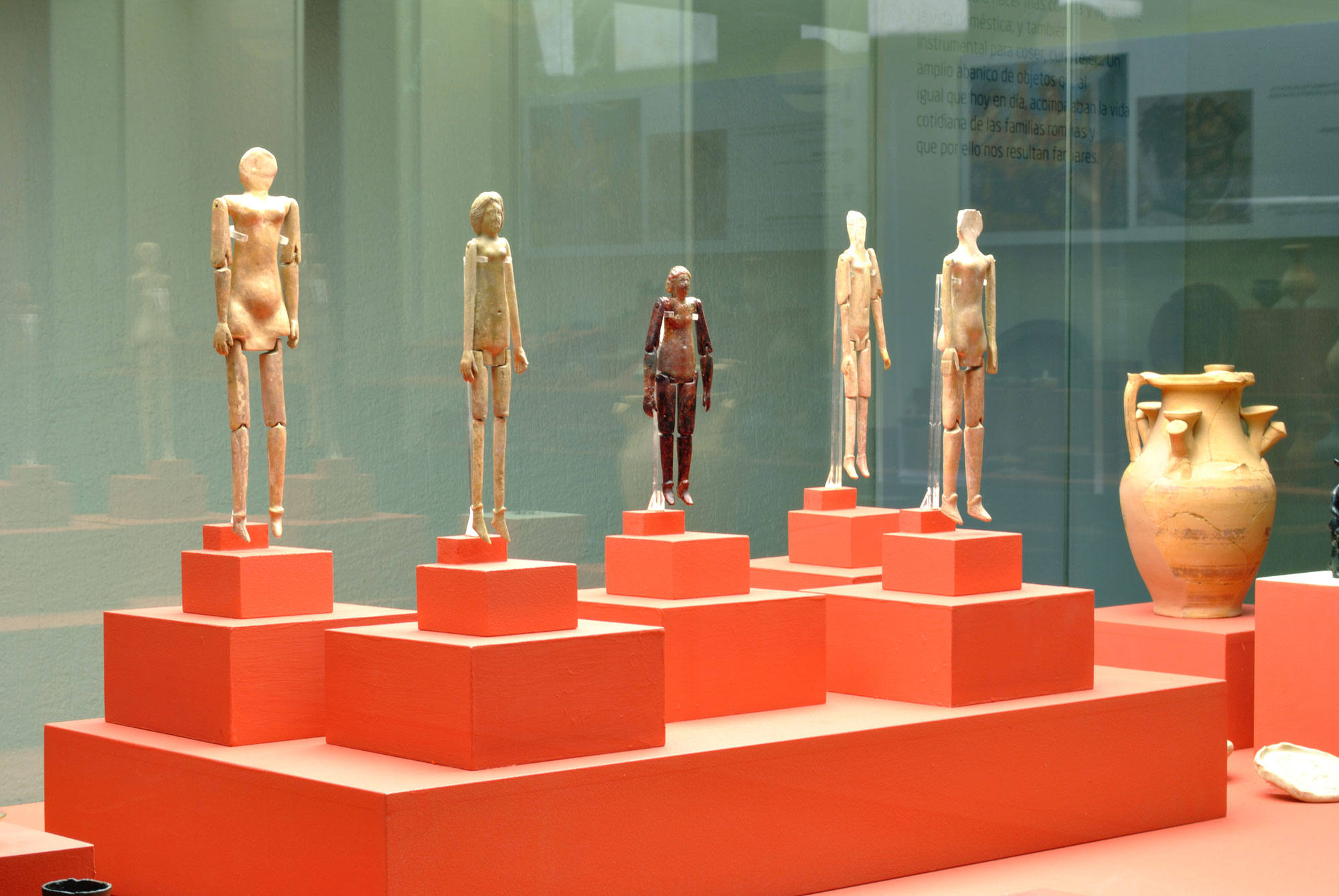
römische Gliederpuppen
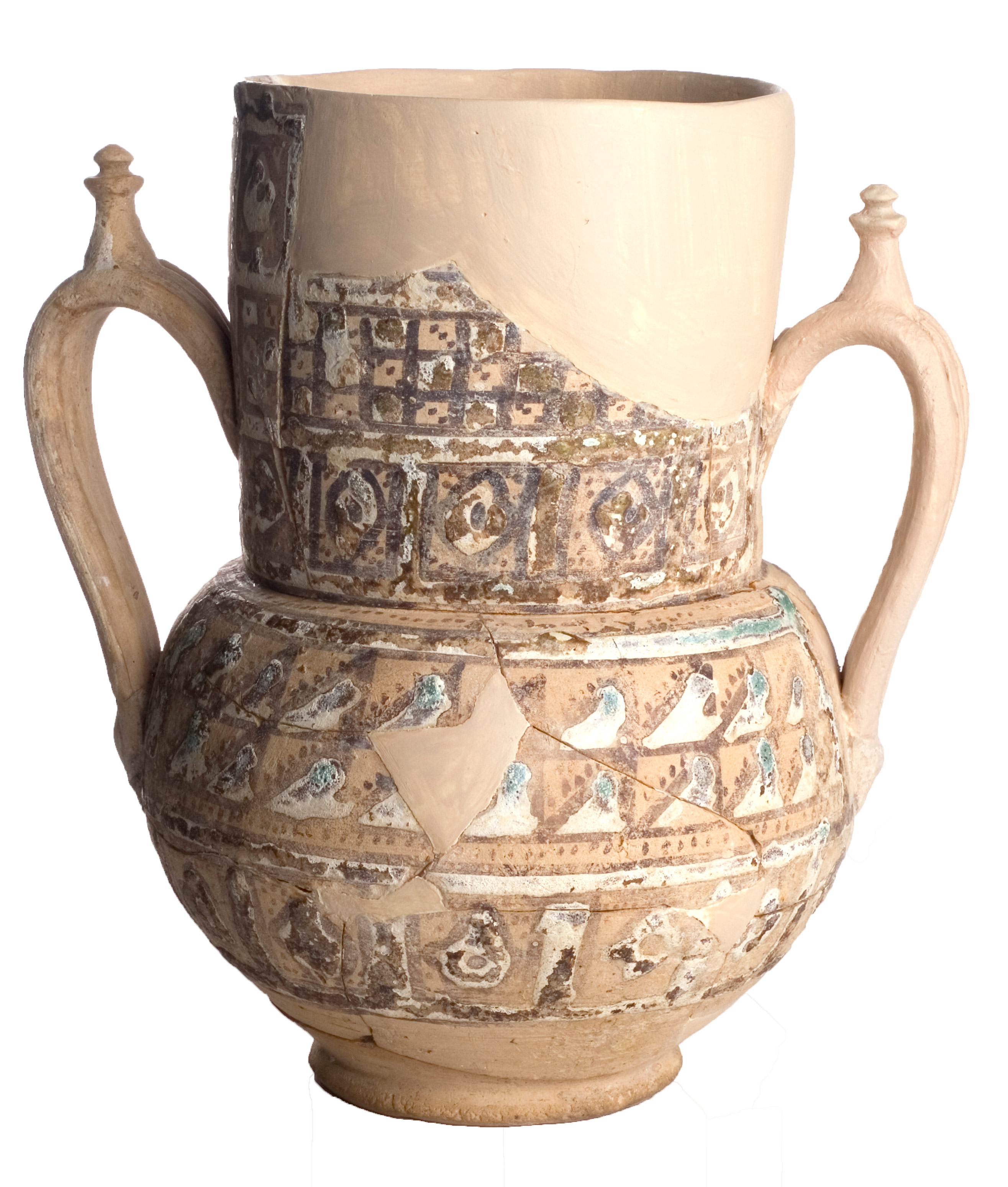
maurischer Krug
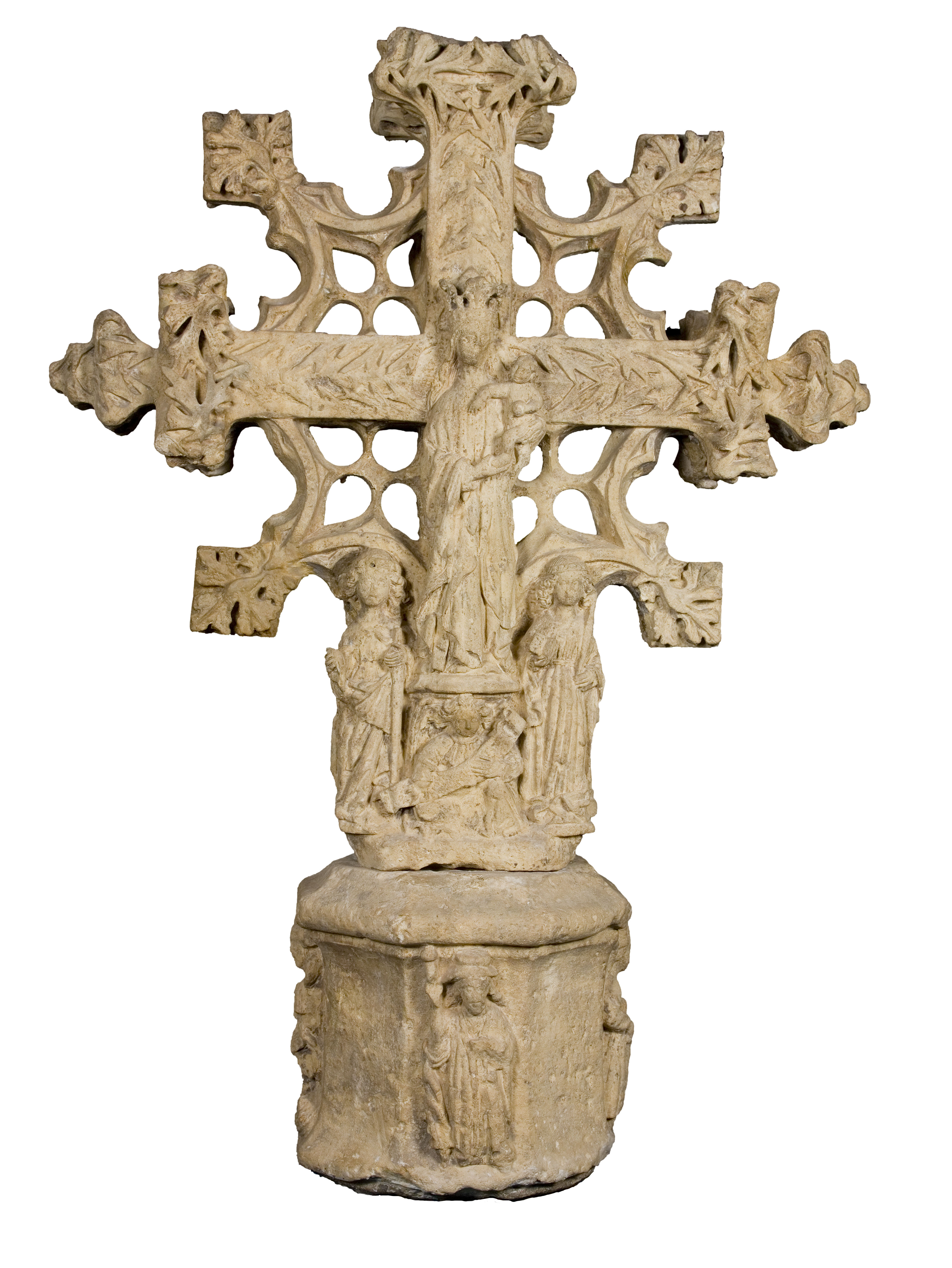
gotisches Kreuz
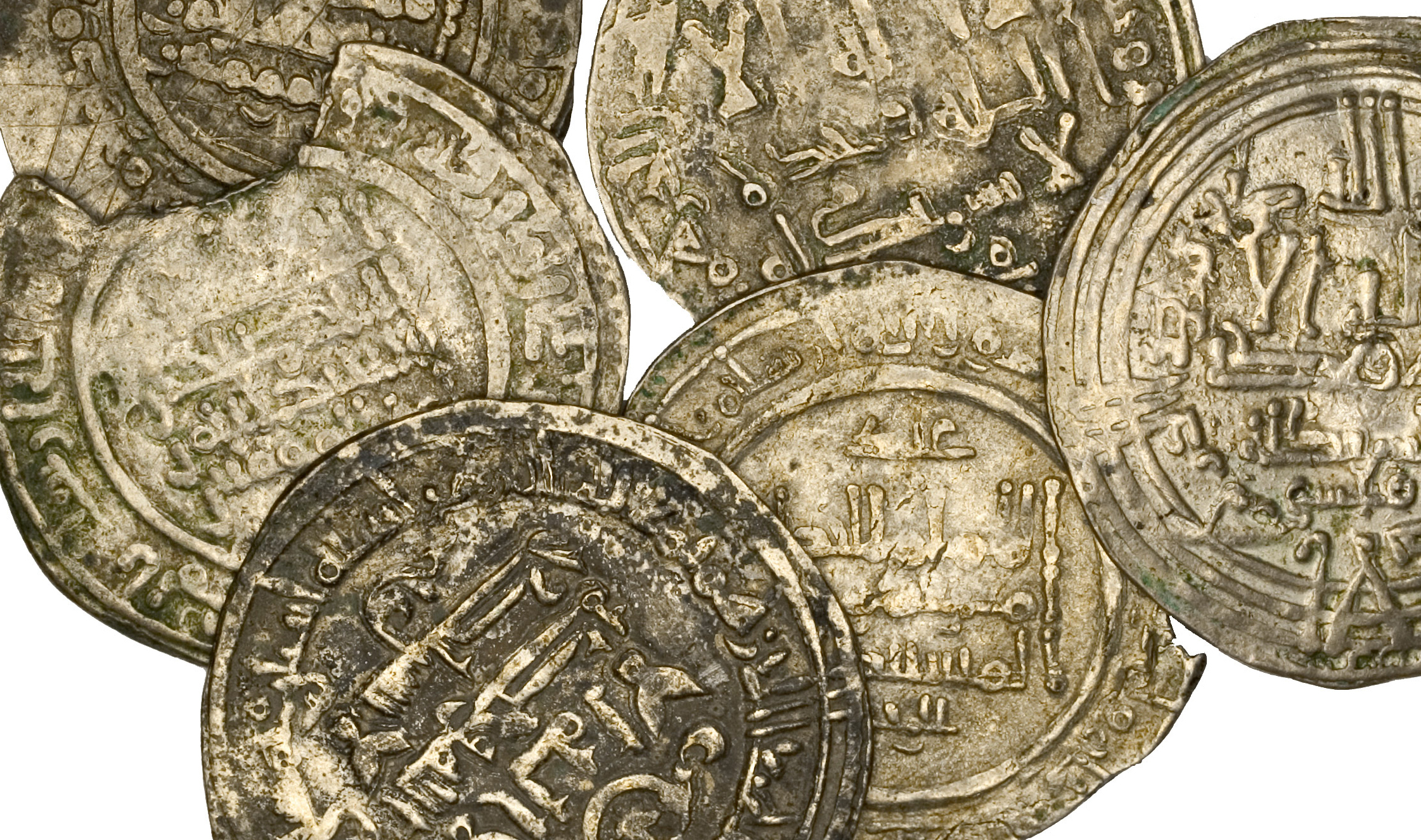
islamische Münzen